# لصيقة

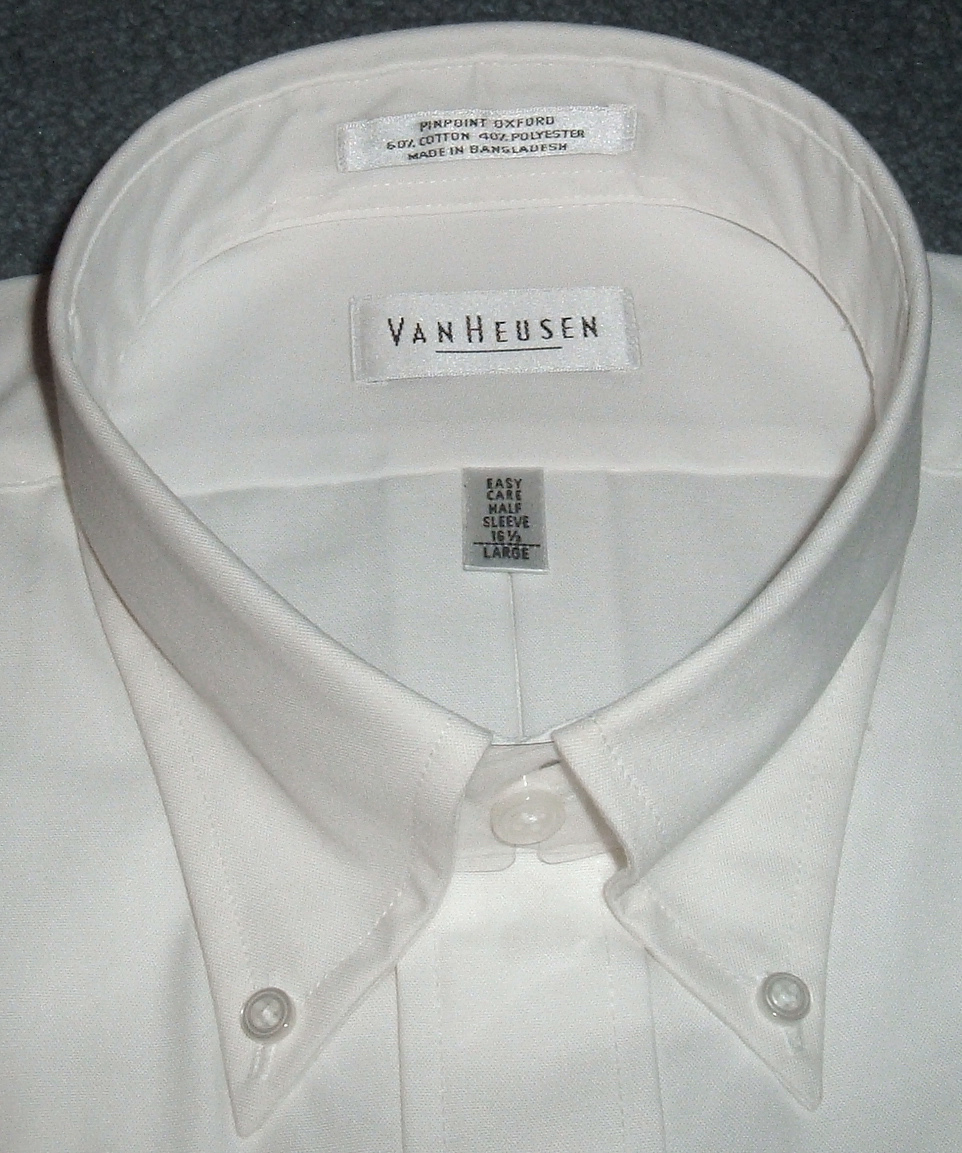
قميص مع بعض اللصيقات

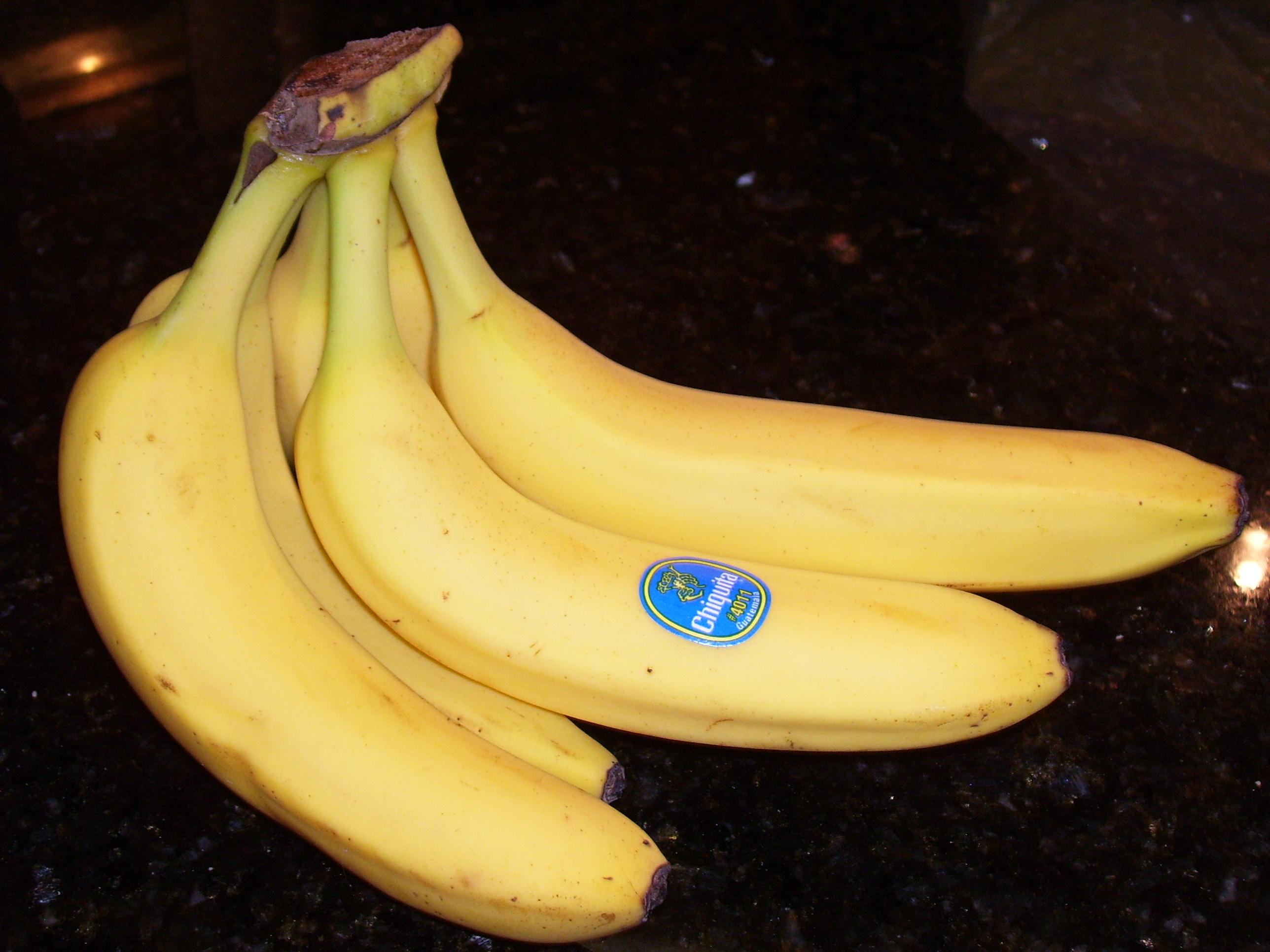
رزمة من الموز مع اللصيقة

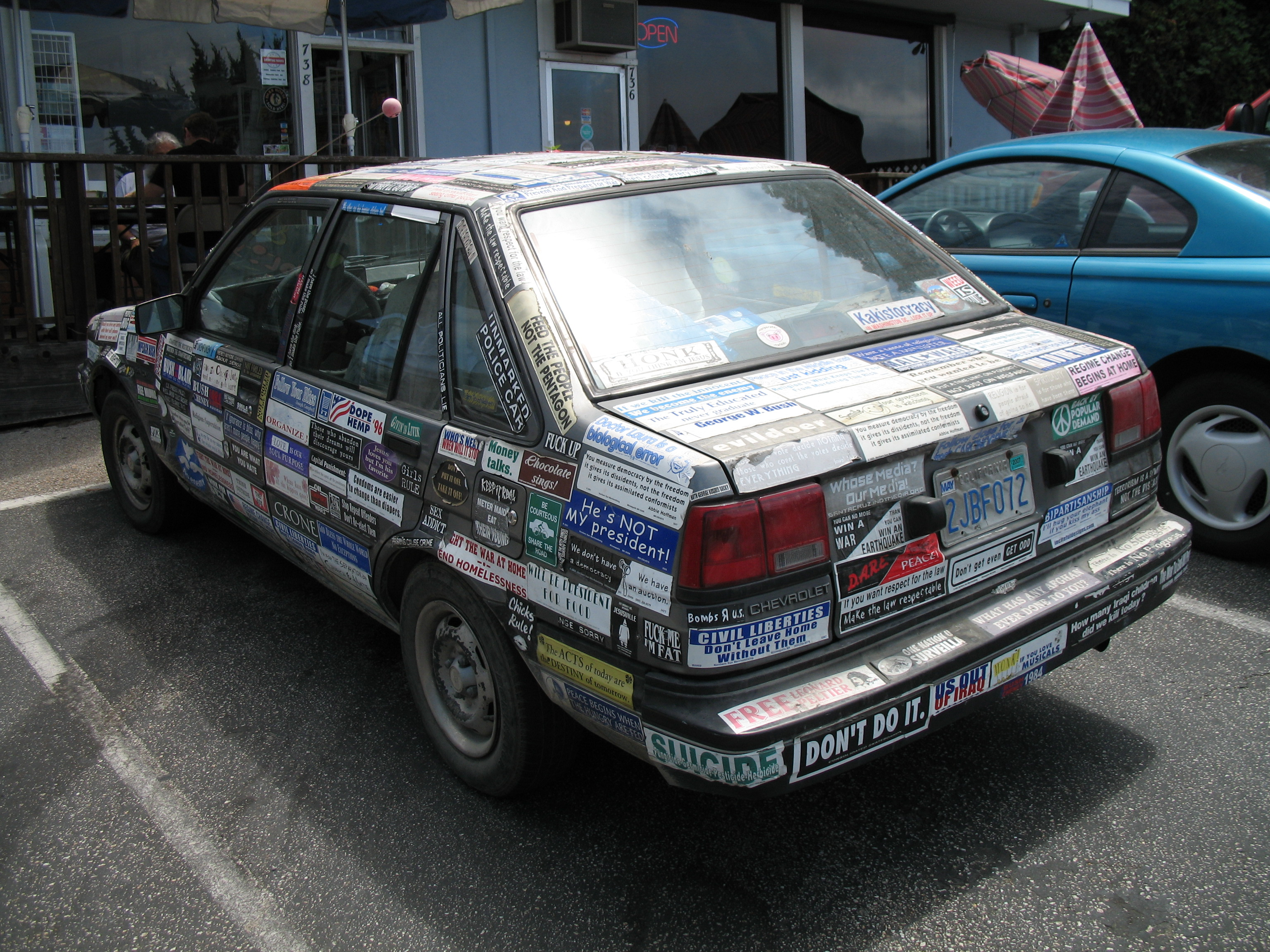
مجموعة كبيرة من اللصيقات على إحدى السيارات

اللصيقة هي قطعة من الورق أو اللدائن أو القماش أو المعدن، أو أي مادة أخرى تثبت على حاوية أو بضاعة ما يطبع عليها عبارات أو معلومات تخص المنتج، أو العنوان، إلخ. وقد تطبع اللصيقة مباشرة على المنتج.
وللصيقة عدة استخدامات: تعريف بالمنتج، بطاقة اسمية، دعاية، تحذير، وأهداف أخرى. وهناك لصيقات خاصة تسمى اللصيقات الرقمية (تطبع باستخدام طباعة رقمية) يمكن أن يكون لها لصيقات التعرف بترددات الراديو.

## التثبيت
يمكن تثبيت اللصيقة في مكانها باستخدام:
- لاصق يفعل بالحرارة.
- لاصق حساس للضغط، وتسمى أيضا لصيقة ذاتية اللصق، وتستخدم مع ضغط بسيط بدون استخدام حرارة.
- البرشيم ويستخدم لتثبيت الصفائح على التجهيزات الصناعية.
- غلاف متقلص للصيقات المطبوعة التي توضع على غلاف البضائع ثم تسخن للتقلص وتلتصق عليها.
- الخياطة على الملابس والخيم، والفرش، والحقائب، إلخ.
- الصمغ الرطب (النشا، وديكسترين، وكحول عديد الفينيل، إلخ.) أو المواد اللاصقة الدبقة بالرطوبة.
- الخيوط أو الحبال الملفوفة لربط اللصيق